# 乌韦·克尔纳
乌韦·克尔纳（德語：Uwe Kellner，1966年3月17日—），德国男子赛艇运动员。他曾代表德国参加1992年夏季奥林匹克运动会赛艇比赛，获得男子四人单桨有舵手银牌。